# Krautheim (Jagst)
Krautheim település Németországban, azon belül Baden-Württembergben. Lakosainak száma 4643 fő (2023. december 31.).

## Városrészei
A mai városa az 1972/73-as közigazgatási reform eredménye.
| Wappen unbekannt     | - Altkrautheim  | Altkrautheim von Burg Krautheim gesehen (2020) |
| Wappen Gommersdorf   | - Gommersdorf   | Kirche in Gommersdorf                          |
| Wappen Horrenbach    | - Horrenbach    | Historisches Gebäude in Horrenbach             |
| Wappen Klepsau.png   | - Klepsau       | Klepsau von Burg Krautheim gesehen (2020)      |
| Wappen Krautheim     | - Krautheim     | Krautheim (1994)                               |
| Wappen unbekannt     | - Neunstetten   | Neunstetten (2015)                             |
| Wappen unbekannt     | - Oberginsbach  | Oberginsbach Ortseingang (2020)                |
| Wappen Oberndorf     | - Oberndorf     | Valentinskapelle Oberndorf (2020)              |
| Wappen Unterginsbach | - Unterginsbach | Unterginsbach (2008)                           |

## Története
1306-ban Krautheim városi jogokat kapott.
1399 és 1803 között Krautheim Mainzi Választófejedelemség uraloma alatt állt. 1803 a város a Krautheim Hercegség fővárosa lett.
1806-ban a hercegséget a Jagst folyó mentén egy badeni északnyugati és egy württembergi délkeleti részére osztották fel.

## Népesség
A település népessége az elmúlt években az alábbi módon változott:
| Lakosok száma | 4109 | 4526 | 4591 | 4613 | 4664 | 4650 | 4643 |
|               | 1975 | 2014 | 2017 | 2019 | 2021 | 2022 | 2023 |